# Полківничий заказник
Полківничий заказник — гідрологічний заказник місцевого значення. Об'єкт розташований на території Маньківського району Черкаської області, село Іваньки.
Площа — 8,6 га, статус отриманий у 2003 році.